# Hendrik III van Beieren
Hendrik III van Beieren, bijgenaamd de Jongere, (circa 940 - 5 oktober 989) was van 976 tot 978 en van 983 tot 985 hertog van Beieren en van 983 tot aan zijn dood hertog van Karinthië. Hij behoorde tot het huis der Luitpoldingers.

## Levensloop
Hendrik III was de zoon van hertog Berthold I van Beieren uit diens huwelijk met Wiltrudis van Bergen. Na de dood van zijn vader in 947 werd hij niet beleend met het hertogdom Beieren, ten voordele van Hendrik I, een broer van keizer Otto I de Grote die gehuwd was met Judith, dochter van hertog Arnulf I van Beieren.
Pas in 976 kreeg Hendrik van keizer Otto II met het hertogdom Karinthië, dat afgesplitst werd van Beieren, en het daaraan verbonden markgraafschap Verona eigen gebieden toegewezen, die hij in 978 reeds verloor. De reden hiervoor is niet helemaal duidelijk: vermoedelijk had hij deelgenomen aan de opstand van de Beierse hertog Hendrik II de Twistzieke en moest hij daarom in ballingschap gaan. In 983 werd Hendrik III alsnog met het hertogdom Beieren beleend en kwam hij ook opnieuw in het bezit van Karinthië en Verona. Nadat Hendrik II zich in 985 verzoend had met koningin-moeder Theophanu, die optrad als regentes voor haar zoon Otto III, moest Hendrik III Beieren echter terug aan hem afstaan. Voortaan was hij enkel nog hertog van Karinthië en markgraaf van Verona.
In oktober 989 overleed hij, wat vermoedelijk het uitsterven van de mannelijke lijn van de Luitpoldingers betekende. Hendrik III werd in Karinthië en Verona opgevolgd door Hendrik II de Twistzieke en werd bijgezet in de Abdij van Niederalteich.